# Ireland Tournament 1977
Das Benson & Hedges Ireland Tournament 1977 war ein Snooker-Einladungsturnier im Rahmen der Saison 1976/77, das am 17. und 18. Februar 1977 im Leopardstown Racecourse in der irischen Hauptstadt Dublin ausgetragen wurde. In Abwesenheit von Titelverteidiger John Spencer gewann Lokalmatador und Publikumsliebling Alex Higgins das Turnier, als er im Finale Ray Reardon besiegte. Zudem spielte Higgins mit einem 126er-Break das höchste Break und das einzige Century Break des Turnieres. Es war die letzte Ausgabe des Turnieres unter dem Namen Irish Tournament, ab 1978 fand es über zwei Jahrzehnte hinweg jährlich als Irish Masters in Kill statt.

## Preisgeld
Als Sponsor des Turnieres fungierte erneut die Zigarettenmarke Benson & Hedges. Mit 1.250 Pfund Sterling wurde in etwa so viel Preisgeld wie im Vorjahr ausgeschüttet, der Sieger bekam diesmal aber über die Hälfte des Preisgeldes.
|           | Preisgeld |
| --------- | --------- |
| Sieger    | 750 £     |
| Finalist  | 250 £     |
| Platz 3   | 150 £     |
| Platz 4   | 100 £     |
| Insgesamt | 1.250 £   |

## Turnier
Erneut wurden zum Turnier vier Spieler eingeladen, auch wenn Titelverteidiger John Spencer durch Ray Reardon ersetzt wurde. Erstmals wurde das Turnier hauptsächlich als Rundenturnier gespielt: es begann mit einer einfachen Gruppenphase, wobei die beiden besten Spieler den Turniersieg dann in einem Endspiel ausspielten. Alle Gruppenspiele gingen jeweils über fünf Frames. Als Entscheidungsspiel um den zweiten Platz musste ein 1-Frame-Play-off ausgetragen werden, an das sich dann das Endspiel im Modus Best of 9 Frames anschloss.

### Gruppenphase
Die Aufzählung der Gruppenspiele folgt der alphabetischen Sortierung der Datenbank CueTracker.
| Pos. | Spieler       | Partien | S | N | Frames | Diff. |
| ---- | ------------- | ------- | - | - | ------ | ----- |
| 1    | Ray Reardon   | 3       | 2 | 1 | 10:5   | +5    |
| 2    | Dennis Taylor | 3       | 2 | 1 | 7:8    | −1    |
| 2    | Alex Higgins  | 3       | 1 | 2 | 7:8    | −1    |
| 4    | Graham Miles  | 3       | 1 | 2 | 6:9    | −3    |

| Spiel | Spieler 1     | Ergebnis | Spieler 2     |
| ----- | ------------- | -------- | ------------- |
| 1     | Alex Higgins  | 14:14    | Dennis Taylor |
| 2     | Graham Miles  | 23:23    | Alex Higgins  |
| 3     | Ray Reardon   | 14:14    | Alex Higgins  |
| 4     | Ray Reardon   | 14:14    | Graham Miles  |
| 5     | Dennis Taylor | 23:23    | Ray Reardon   |
| 6     | Dennis Taylor | 23:23    | Graham Miles  |

### Play-off
| Spiel | Spieler 1     | Ergebnis  | Spieler 2    |
| ----- | ------------- | --------- | ------------ |
| 1     | Dennis Taylor | 7157:7157 | Alex Higgins |

### Finale
Ray Reardon hatte bei seiner ersten Teilnahme an diesem Turnier souverän das Finale erreicht. In diesem traf er auf Alex Higgins, der in den beiden bisherigen Ausgaben jeweils im Endspiel gegen John Spencer verloren hatte und diesmal nur über Umwege das Endspiel erreicht hatte. Nach einer anfänglichen Führung von Reardon konnte diesmal aber Higgins das Endspiel prägen und schließlich auch gewinnen.
| Finale: Best of 9 Frames Leopardstown Racecourse, Dublin, Irland, 18. Februar 1977 |                |              |
| Ray Reardon                                                                        | 3:5            | Alex Higgins |
| 49:58, 83:30, 69:36, 17:106 (66), 50:72, 54:74, 100:18, 44:77                      |                |              |
| –                                                                                  | Höchstes Break | 66           |
| –                                                                                  | Century-Breaks | –            |
| –                                                                                  | 50+-Breaks     | 1            |